# Franco Alfano
Franco Alfano (8 de març de 1875, Posillipo, prop de Nàpols - 27 d'octubre de 1954 a San Remo) fou un compositor i pianista italià. Seguidor tardà del verisme, probablement el que avui el fa més famós és el fet d'haver completat el 1926 l'òpera inacabada Turandot de Puccini.
Alfano va estudiar al conservatori de San Pietro a Majella de Nàpols abans d'anar a Leipzig el 1895. Mentre hi treballava conegué el seu ídol Edvard Grieg i escrigué diverses peces per a orquestra i per a piano. El 1896 començà la seva carrera com a pianista a Berlín, on completà la seva primera òpera Miranda que encara resta sense publicar. La seva obra La Fonte Di Enschir fou refusada per Ricordi però s'estrenà el 1898 a Breslau com a Die Quelle von Enschir. El 1900 escriu ballets a París pel Folies Bergère. Poc després viatja cap a Moscou, on compongué la seva òpera més famosa, Risurrezione, a partir de l'obra homònima de Tolstoi. Amb l'estrena a Torí el 30 de novembre de 1904 d'aquesta obra, Alfano esdevingué ràpidament famós. L'òpera començà un passeig triomfal per nombrosos teatres d'òpera, incloent-hi una estrena a Nova York el 1977.
El 1914 Alfano tornà a Itàlia on obtingué diverses places de professor de composició (entre altres, a partir de 1918 a Bolonya) on va tenir entre altres alumnes el compositor bolonyés Adone Zecchi, el veronès, Antonio Veretti, i el milanès Giulio Confalonieri, més tard ocupà diverses de les places més importants de la vida musical: del 1923 al 1939 fou director del Conservatorio Giuseppe Verdi de Torí, on entre altres alumnes tingué a Fernando Previtali, Sandro Fuga, Arturo Basile i, del 1940 al 1942 intendent del Teatro Massimo de Palerm, del 1942 al 1947 director de l'òpera de l'Accademia di Santa Cecilia de Roma i del 1947 fins al 1950 fou el director del Conservatorio Gioachino Rossini de Pesaro. Durant aquest període Alfano compongué també diverses òperes que foren interpretades en els teatres d'òpera més importants d'Itàlia.
Després que el 1924 Giacomo Puccini deixés en morir inacabada la seva òpera Turandot, Alfano es disputà amb l'amic de Puccini i director Arturo Toscanini la conclusió de l'òpera de la qual Puccini només n'havia deixat alguns esbossos. Alfano acabà finalment escrivint la versió que, després d'uns retalls radicals per part de Toscanini, esdevingué el final estàndard de l'òpera fins a la proposta de Luciano Berio del 2001. El dia de l'estrena de Turandot sota la batuta de Toscanini, aquest en arribar al punt al qual Puccini havia deixat la peça inacabada, va parar de dirigir l'òpera i digué: «Qui finisce l'opera, perchè a questo punto il maestro è morto» (aquí finalitza l'òpera perquè en aquest punt el Mestre morí).
Després d'aquest treball el seu major èxit fou l'òpera Cyrano de Bergerac i l'òpera radiofònica Vesuvius.

## Obres
- 1896 Miranda òpera
- 1898 La Fonte di Enschir òpera
- 1899 Four Romanian Dances per a piano
- 1901 Napoli ballet
- 1901 Lorenza ballet
- 1904 Risurrezione òpera
- 1909 Suite Romantica per a orquestra (esdevingué Eliana)
- 1909 Il principe di Zilah òpera
- 1910 Simfonia n. 1
- 1910 I Cavalieri e la Bella òpera (inacabada)
- 1914 L'ombra di Don Giovanni òpera (posteriorment Don Juan de Manara)
- 1918 Tre poemi de Tagore per a veu i piano
- 1918 Quartet n. 1 per a cordes
- 1919 Sis cançons per a veu i piano
- 1921 La Leggenda di Sakùntala òpera
- 1923 Eliana Ballet de la Suite Romantica
- 1923 Sonata per a violí i piano
- 1925 Sonata per a violoncel i piano
- 1926 Turandot final de l'òpera
- 1926 Quartet n. 2 per a cordes
- 1927 Madonna Imperia òpera
- 1928 Tre Liriche de Tagore per a veu i piano
- 1929 Trio
- 1930 L'ultimo Lord òpera
- 1930 Himno al Libertador dedicat a Simon Bolivar
- 1933 Vesuvio ballet
- 1933 Simfonia n. 2
- 1935 Divertimento per a piano i orquestra de cambra
- 1936 Nuove Liriche Tagoriane per a veu i piano
- 1936 Quintet per a piano i cordes
- 1936 Cyrano de Bergerac òpera
- 1939 Tre Nuove Liriche
- 1941 Don Juan de Manara òpera
- 1943 E'Giunto il Nostro Ultimo Autunno per a veu i piano
- 1945 Quartet n. 3 per a cordes
- 1948 Cinque Nuove Liriche Tagoriane per a veu i piano
- 1949 Il Dottor Antonio òpera estrenada per la soprano florentina Ofelia Fineschi,[9] i el tenor Giacinto Prandelli.[10]
- 1950 Vesuvius òpera
- 1952 Sakùntala òpera (reconstrucció)
- 1953 Sinfonia Classica de la primera simfonia.

Altres obres: 
- Suite Adriatica;
- Intermezzi for Strings;
- Ninna-Nanna Partenopea.